# 농식품공무원교육원
농식품공무원교육원(農食品公務員敎育院, Food & Agriculture Officials Training Institute)은 대한민국 농림축산식품부의 소속기관이다. 2013년 3월 23일 발족하였으며, 전라남도 나주시 그린로 60에 위치하고 있다. 원장은 고위공무원단 나등급에 속하는 일반직공무원으로 보한다.

## 직무
- 농림축산식품부 소속공무원, 농업 및 식품산업 분야 직무에 종사하는 공무원의 업무수행에 필요한 지식과 기술의 배양에 관한 사항
- 농업 및 식품산업 관련 민간종사자의 교육훈련에 관한 사항

## 연혁
- 1956년 11월: 문교부 소속으로 신생활지도자훈련원 설치.
- 1959년 10월: 농촌지도자훈련원으로 개편.
- 1961년 10월: 농림부 소속으로 개편.
- 1961년 12월: 농림부훈련원으로 개편.
- 1962년 3월: 농촌진흥청 소속 수련소로 개편.
- 1963년 12월: 농림공무원교육원으로 개편.
- 1973년 8월: 농수산부 소속 농수산공무원교육원으로 개편.
- 1976년 6월: 농업공무원교육원으로 개편.
- 1987년 1월: 농림수산부 소속으로 개편.
- 1999년 1월: 행정자치부 소속 국가전문행정연수원 농업연수부로 흡수 통합.
- 2005년 1월: 농업연수원으로 분리.
- 2008년 2월: 농림수산식품부 소속으로 개편.
- 2011년 6월: 수산인력개발원과 통합하여 농수산식품연수원으로 개편.
- 2013년 3월: 농림축산식품부 소속 농식품공무원교육원으로 개편. 해양수산 분야에 대한 교육은 해양수산부 소속 해양수산인재개발원으로 분리.
- 2013년 12월: 전남 나주로 이전.

## 조직

### 원장
- 운영지원과[1]
- 교육기획과[2]
- 전문교육과[2][3]